# Shanghai Dragons (E-Sport-Organisation)
Die Shanghai Dragons (chinesisch: pin 龙之队; pinyin: Shànghǎi Lóngzhīduì) sind ein professionelles Overwatch eSports-Team mit Sitz in Shanghai, China, die derzeit in der Overwatch League (OWL) antreten. Die Shanghai Dragons sind eines von zwölf Gründungsmitgliedern der OWL. Das Team gehört NetEase, einem chinesischen Internet-Technologieunternehmen, das die Spiele von Blizzard Entertainment in der Region vertreibt.

## Roster

### Spieler
- Shanghai Dragons enthüllte am 31. Oktober 2017 die Liste der Spieler. 8 chinesische Spieler schlossen sich dem Team an.
- Am 14. Februar 2018 traten 4 neue Spieler dem Team bei.
- Der Vertrag zwischen Shanghai Dragons und „Undead“ wurde am 29. März 2018 nach Verhandlungen aufgelöst.
- Am 5. April 2018 trat „Daemin“, Offensivspieler von San Francisco Shocks Akademie-Team NRG Esports, den Shanghai Dragons bei. Daemin nahm am selben Tag am Spiel gegen Dallas Fuel teil.

| Nr. | Alias    | Name                   | Nationalität | Position |
| --- | -------- | ---------------------- | ------------ | -------- |
| 26  | Roshan   | Jing Wenhao (井文豪)   | Henan        | Tank     |
| 72  | MG       | Wu Dongjian (吴董健)   | Guangdong    | Tank     |
| 66  | Xushu    | Liu Junjie (刘俊杰)    | Hunan        | Tank     |
| 87  | Diya     | Lu Weida (路炜达)      | Liaoning     | Offense  |
| 9   | Fiveking | Chen Zhaoyu (陈昭宇)   | Hunan        | Support  |
| 13  | Altering | Cheng Yage (程雅各)    | Hunan        | Support  |
| 7   | Freefeel | Xu Peixuan (徐珮瑄)    | Henan        | Support  |
| 22  | Sky      | He Junjian (何军剑)    | Hunan        | Support  |
| 96  | Geguri   | Kim Se-yeon (김세연)   | Daejeon      | Tank     |
| 8   | Fearless | Lee Eui-Seok (이의석)  | Seoul        | Tank     |
| 99  | Ado      | Cheon Ki-hyun (천기현) | Chungju      | Offense  |
| 10  | Daemin   | Kim Dae-min (김대민)   | Korea Sud    | Offense  |

Stand: 21. April 2018

### Mitarbeiter
Shanghai Dragons zeigte die Liste von coachs am 20. November 2017.
- „Rui“, Trainer von „Miraculous Youngster“ ehemaligen Wacht Abteilung Esports Verein, die Shanghai Dragons am 10. Januar trat 2018.
- Shanghai Dragons gab bekannt, dass „U4“ am 6. März 2018 vom Cheftrainer zurückgetreten ist.
- „Creed“, Support-Spieler und Shot-Caller von „Miraculous Youngster“ Esports Club ehemalige Overwatch-Abteilung, trat den Shanghai Dragons als Co-Trainer am 27. März 2018 bei.

| Alias | Name                   | Nationalität        | Rolle           |
| ----- | ---------------------- | ------------------- | --------------- |
| Van   |                        | China Volksrepublik | Manager         |
| Shaco |                        | China Volksrepublik | Guide           |
| Rui   | Wang Xingrui (王星睿)  | Hunan               | Coach           |
| Kong  | Son Jun Young (손준영) | Korea Sud           | Assistant Coach |
| Creed | Yan Xiao (晏骁)        | China Volksrepublik | Assistant Coach |
| Nai8  | Jia Jia (贾嘉)         | China Volksrepublik | Data Analyst    |